# Der Feind im Land
Der Feind im Land ist ein deutsches Stummfilm-Kriegsdrama aus dem Jahre 1913 mit Henny Porten in der Hauptrolle.

## Handlung
Im deutsch-französischen Grenzgebiet 1870. Plötzlich bricht der Krieg zwischen den beiden Völkern aus, und auch Henry Marteau, der in dem beschaulichen Örtchen Vithères seinen Lebensunterhalt als Bahnwärter verdient, wird zu den Waffen gerufen. Schweren Herzens müssen seine Gattin Marianne und beider Töchterchen Madeleine den Hausherrn ziehen lassen. Bereits in den ersten Kriegstagen fällt Henry, als er und seine Getreuen sich, von preußischen Ulanen gestellt, in einem Bauernhof verschanzt hatten. Dann schließlich wird auch Vithères von preußischen Soldaten besetzt. Es kommt zu heftigen Kämpfen, bei dem ausgerechnet jener deutsche Soldat verwundet wird, der Mariannes Mann erschossen hatte. Marianne wird nun angehalten, eben jenen Feind im Land zu pflegen. Als ihr der Verwundete ein Bild von ihr in die Hand drückt, wird Marianne klar, dass dieser Mann ihren Gatten getötet haben muss. Der Schmerz übermannt sie, doch einen Anflug von aus Hass geborener Rache, nun selbst den Mörder ihres Gatten zu richten, kann sie überwinden.
Ihre Rache soll sich vielmehr darauf konzentrieren, militärische Informationen des sich im Bahnwärterhäuschen einquartierten Feindes auszuspionieren und diese an die eigenen Leute weiterzureichen. Und so fängt sie die telegraphisch versendeten Meldungen der Preußen ab. Tatsächlich erlangen die Franzosen dadurch einen Vorteil und können den Feind im Land ein wenig zurückwerfen. Rasch kommen die Deutschen auf Marianne als Ursache dieser Niederlage und stellen sie, von ihrem Kind getrennt, vor ein Kriegsgericht. Die kleine Madeleine, um die eigene Mutter zutiefst besorgt, macht sich auf, um die deutsche Linien zu durchstoßen und den Kronprinzen aufzusuchen. Sie bittet um Gnade für die zum Tode verurteilte Mutter. Der denkt an seine eigenen Kinder und verspricht der schluchzenden Kleinen: „Deine Mutter soll leben!“. In vollem Galopp reitet der Kurier zur Exekutionsstätte, um das gegenüber Marianne verhängte Todesurteil zu revidieren. Doch es ist bereit zu spät, das Urteil wurde vollstreckt. Einsam steht die kleine Madeleine am Grabe ihrer Mutter.

## Produktionsnotizen
Der Feind im Land, mit dem Untertitel Erinnerungen aus den Kriegsjahren 1870/71, entstand im Messter-Filmatelier in Berlins Blücherstraße 32, passierte im Juli 1913 die Filmzensur und erlebte seine Uraufführung am 29. August 1913. Der Film war vier Akte lang und maß 1679 Meter.
Der Film wurde angesichts der humanistischen Botschaft und den neuerlichen Feindseligkeiten im August 1914 von der Berliner Zensurbehörde verboten.

## Kritik
„Ueber Henny Portens voll künstlerische Bedeutung neuerlich ein Wort zu sagen, hieße Wasser in den Fluß gießen. Aber die mächtige Frauengestalt, die sie uns diesmal auf den Film zaubert, ist eine Figur, die uns Henny Porten bisher noch nicht geschaffen hat. (…) Diese Gestalt wirkt tragisch groß und unser Mitleid für die Arme wächst in das schmerzvoll Niederschmetternde, weil trotz allen Unheil doch die gute Absicht des Weibes heraussticht. (…) Ueber dem ganzen Werke ist eine mächtig packende Stimmung gelegt. Viel kriegerisch Schönes, aber auch schmerzlich Bewegendes. Das Drama ist ein Bild für die große Masse.“